# Aterigena
Aterigena es un género de arañas araneomorfas pertenecientes a la familia Agelenidae. Se encuentra en Italia, Francia y China.

## Especies
Según The World Spider Catalog 12.0:
- Aterigena aculeata (Wang, 1992)
- Aterigena aliquoi (Brignoli, 1971)
- Aterigena aspromontensis Bolzern, Hänggi & Burckhardt, 2010
- Aterigena ligurica (Simon, 1916)
- Aterigena soriculata (Simon, 1873)